# Nice Girls
Pour plus de détails, voir Fiche technique et Distribution.
Nice Girls est un film d'action comique français réalisé par Noémie Saglio et sorti sur Netflix en 2024.

## Synopsis
À la suite de la mort de son ami Ludo, Léo — une policière qui se considère comme « la meilleure flic de la Côte d'Azur » — se lance dans une enquête aux côtés d’une jeune débutante, Mélanie. Opposées aux premiers abords, les deux femmes vont découvrir qu’elles ont davantage en commun au fur et à mesure qu’une menace terrible plane sur la ville de Nice.

## Fiche technique
- Titre original : Nice Girls
- Réalisation : Noémie Saglio
- Scénario : Noémie Saglio, Antoine Dallancour et Philippe Planells[2]
- Son : Jérôme Rabu
- Musique : Erwann Chandon
- Genre : action, policier et comédie
- Date de sortie : 21 août 2024

## Distribution
- Alice Taglioni : Léo
- Stéfi Celma : Mélanie
- Baptiste Lecaplain : Bat
- Lucien Jean-Baptiste : Cassati
- Noémie Lvovsky[3] : Hernandez
- Antoine Duléry[4] : Mamich
- Virgile Bramly : Zako
- Delphine Baril : Laura
- Camille Etienne : Sima Scott
- Caroline Fostinelli : la videuse du sommet
- Sandrine Vargas : la journaliste TV
- Kathrina Durden : Kim
- Nyko : Benny
- Timothée Vaganay[5] : le militant écologiste (scène coupée - non crédité au générique)

## Production
En septembre 2023, Noémie Saglio confirme que son prochain film se tournera sur la Côte d'Azur et plus particulièrement à Nice. Alice Taglioni et Stéfi Celma sont alors confirmées dans les rôles principaux. En décembre 2023, Antoine Duléry est annoncé tandis que l'actrice britannique Kathrina Durden et Timothée Vaganay sont confirmés en caméos.